# Easthampton
Pour les articles homonymes, voir East Hampton.
Easthampton est une municipalité américaine située dans le comté de Hampshire au Massachusetts. Lors du recensement de 2010, sa population s'élève à 16 053 habitants, ce qui en fait la quatrième ville de son comté.

## Géographie
Easthampton se trouve dans la région de la vallée du Connecticut. La municipalité est traversée par la Manhan River (en), qui se jette dans le Connecticut au nord-est de la ville à proximité du mont Tom.
La municipalité d'Easthampton s'étend sur 8 674 acres (35,1 km2). Elle comprend plusieurs étangs en son centre : Lower Mill Pond, Nashawannuck Pond et Rubber Thread Pond.

## Histoire

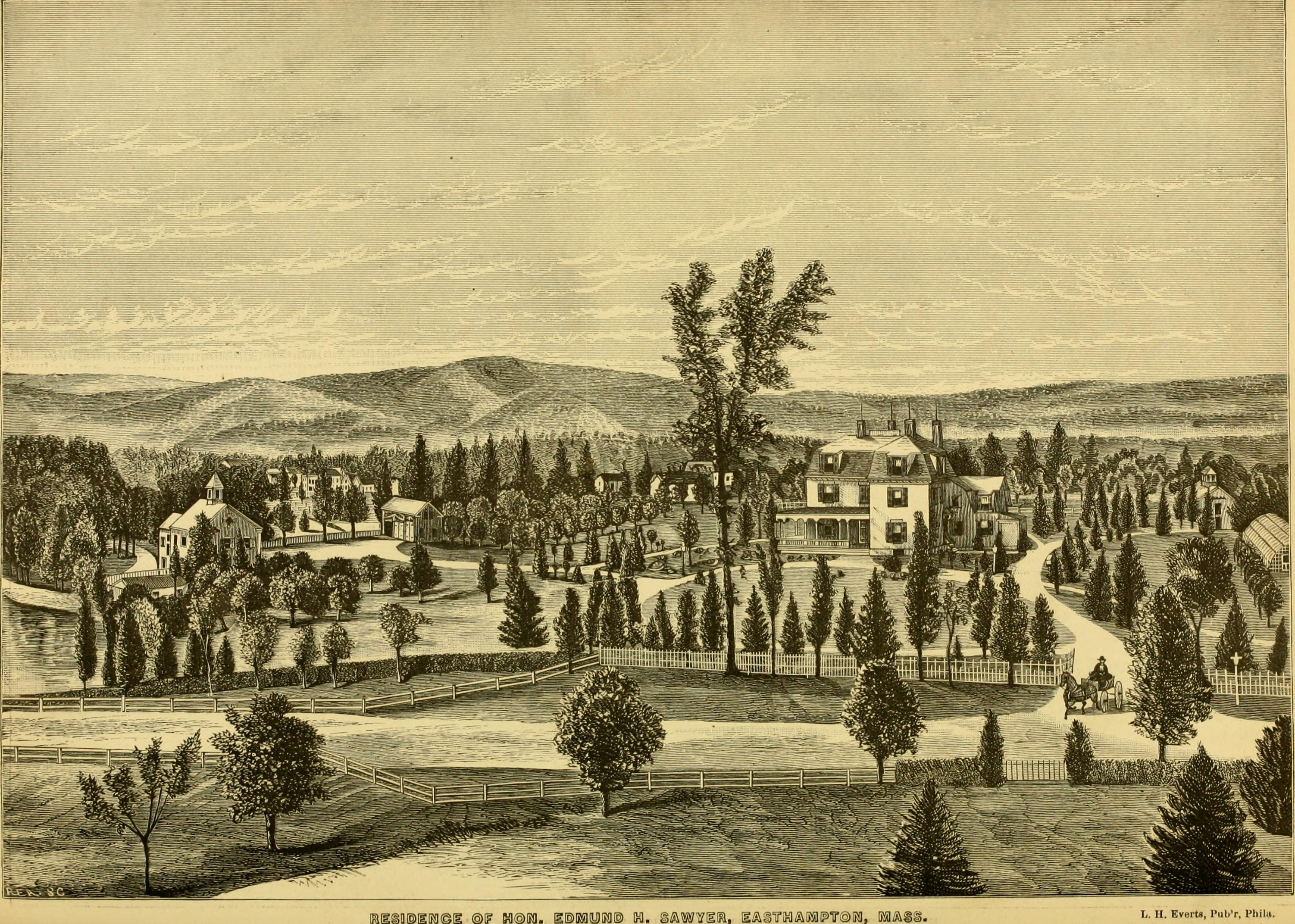
Easthampton vers 1879.

La région est d'abord habitée par une tribu Pocomtuc, les Norwottucks. Le territoire dont fait partie Easthampton est acheté à des Amérindiens en 1653. Plusieurs moulins voient alors le jour sur les rives de la Manhan River (en). Vers 1700, le site est connu sous le nom de Pascommuck ou Paskhomuck. Ses premiers colons sont majoritairement anglais.
Easthampton devient une municipalité indépendante de Northampton en 1785 avec le statut de district. Elle obtient le statut de town en 1809.
Elle connaît un important essor industriel au milieu du XIXe siècle, notamment grâce à l'usine de boutons fondée par Samuel Williston en 1847 (Williston & Knight Button Company). Ce développement se poursuit avec l'arrivée d'une usine de fabrication de tissu en coton à partir de 1895 (West Boyleston Company). La population d'Easthampton double ainsi entre les années 1890 et les années 1920. Elle voit successivement arriver des vagues d'immigrés écossais, allemands et irlandais, puis de canadiens français et polonais,. Easthampton est desservie par le chemin de fer à partir de 1885.
Les industries locales perdent en importance durant la deuxième moitié du XXe siècle, la majorité de sa population travaillant désormais à l'extérieur de la ville.

## Patrimoine
Easthampton compte quatre sites inscrits au registre national des lieux historiques : les districts historiques de Main Street (Main Street Historic District) et des moulins de Nashawannuck (Nashawannuck Mills Complex Historic District) ainsi que la ferme municipale (Town Farm) et le bureau de poste principal d'Easthampton (US Post Office Easthampton Main).
Le district historique de Main Street comprend la rue principale d'Easthampton entre Northampton Street et Center Street. Mélangeant des bâtiments commerciaux, institutionnels et résidentiels, il s'agit du centre économique et politique historique de la ville. Il comprend une quarantaine d'édifices dont l'ancien hôtel de ville d'Easthampton construit en 1869 et la bibliothèque d'Easthampton de 1881.
Le district historique des moulins de Nashawannuck comprend 24 moulins de brique construits principalement en style italianisant entre 1850 et 1963 par les sociétés Nashawannuck Manufacturing Company et Glendale Elastic Fabric Company, qui sont parmi les principaux employeurs de la ville durant cette période.
La ferme municipale est édifiée en 1890 selon les plans de W. F. Pratt & Son influencés par les styles Queen Anne et Shingle. Sur 55 acres (22 ha), il s'agit d'abord d'une ferme destinée aux pauvres. Elle devient une infirmerie en 1927 et cesse ces activités agricoles en 1956. Elle devient ensuite un centre d'hébergement.
La poste est construite en 1933 dans un style néoclassique par Louis A. Simon. Elle est principalement composée de briques, avec des ornements en calcaire. Située sur Union Street, elle fait partie des deux cent postes réalisées dans le cadre du New Deal.

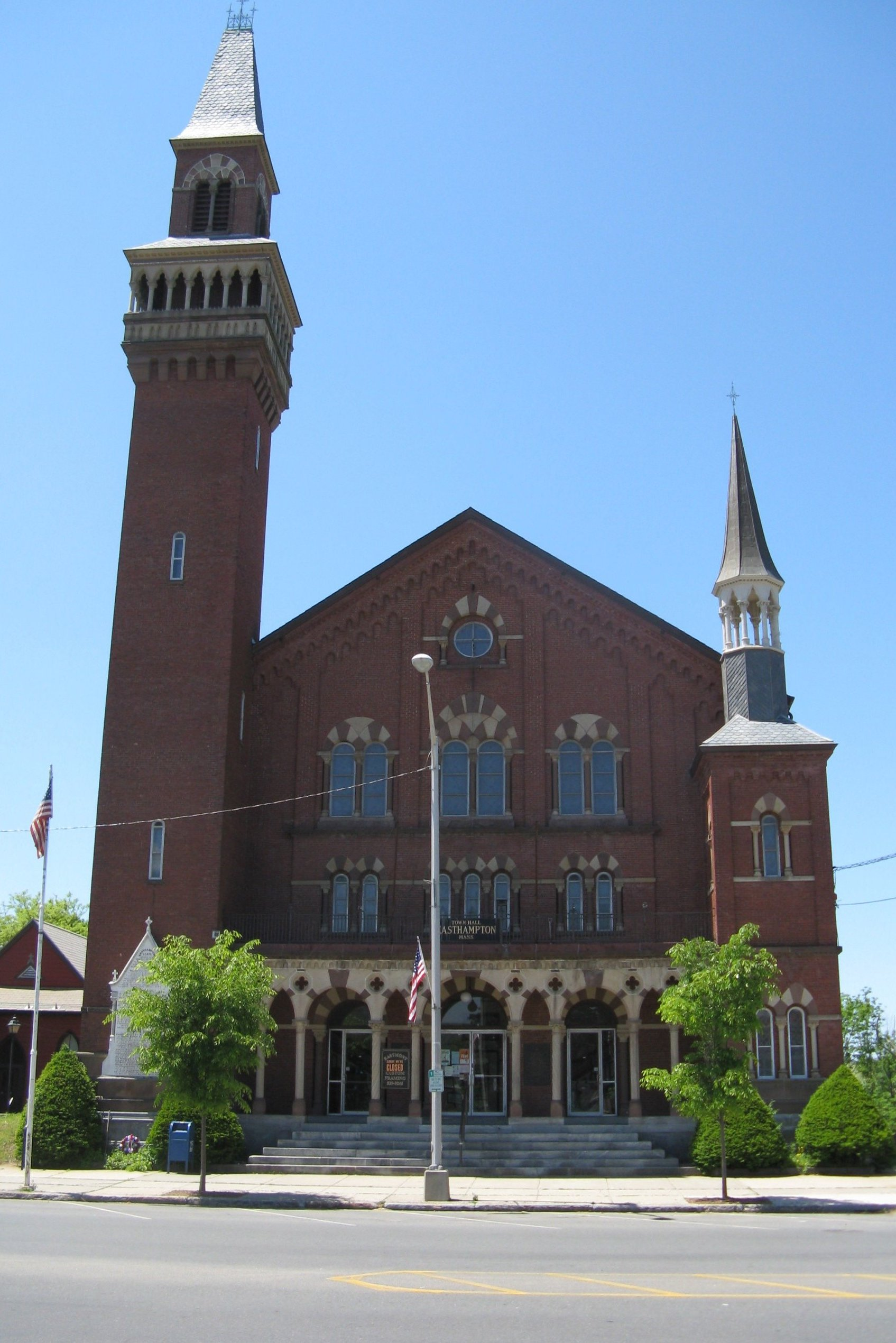
L'ancienne mairie.
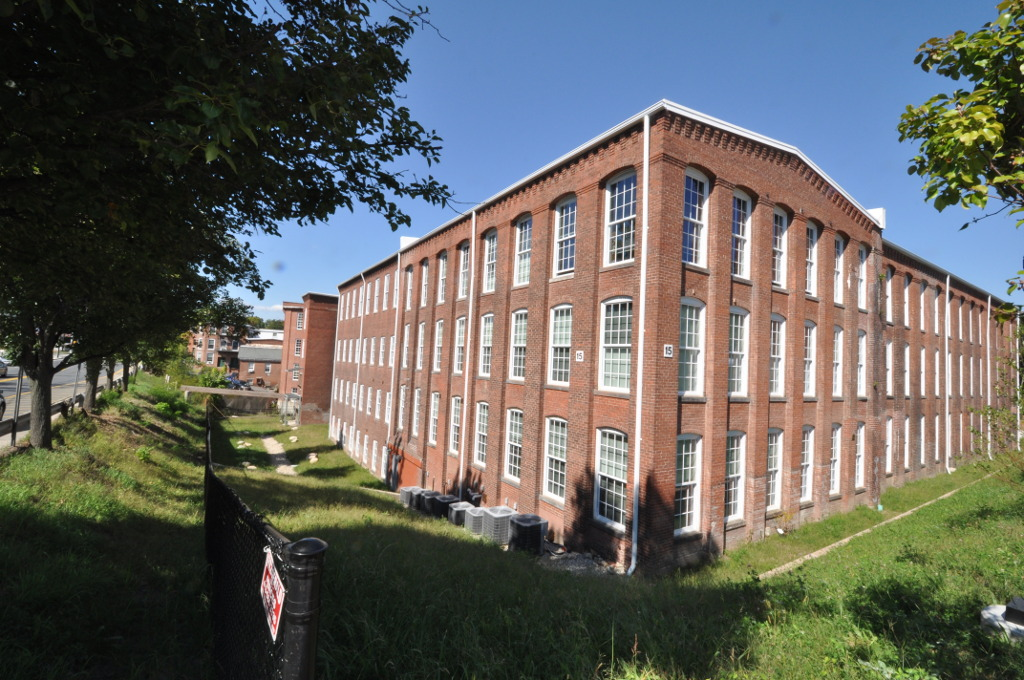
Nashawannuck Mills.
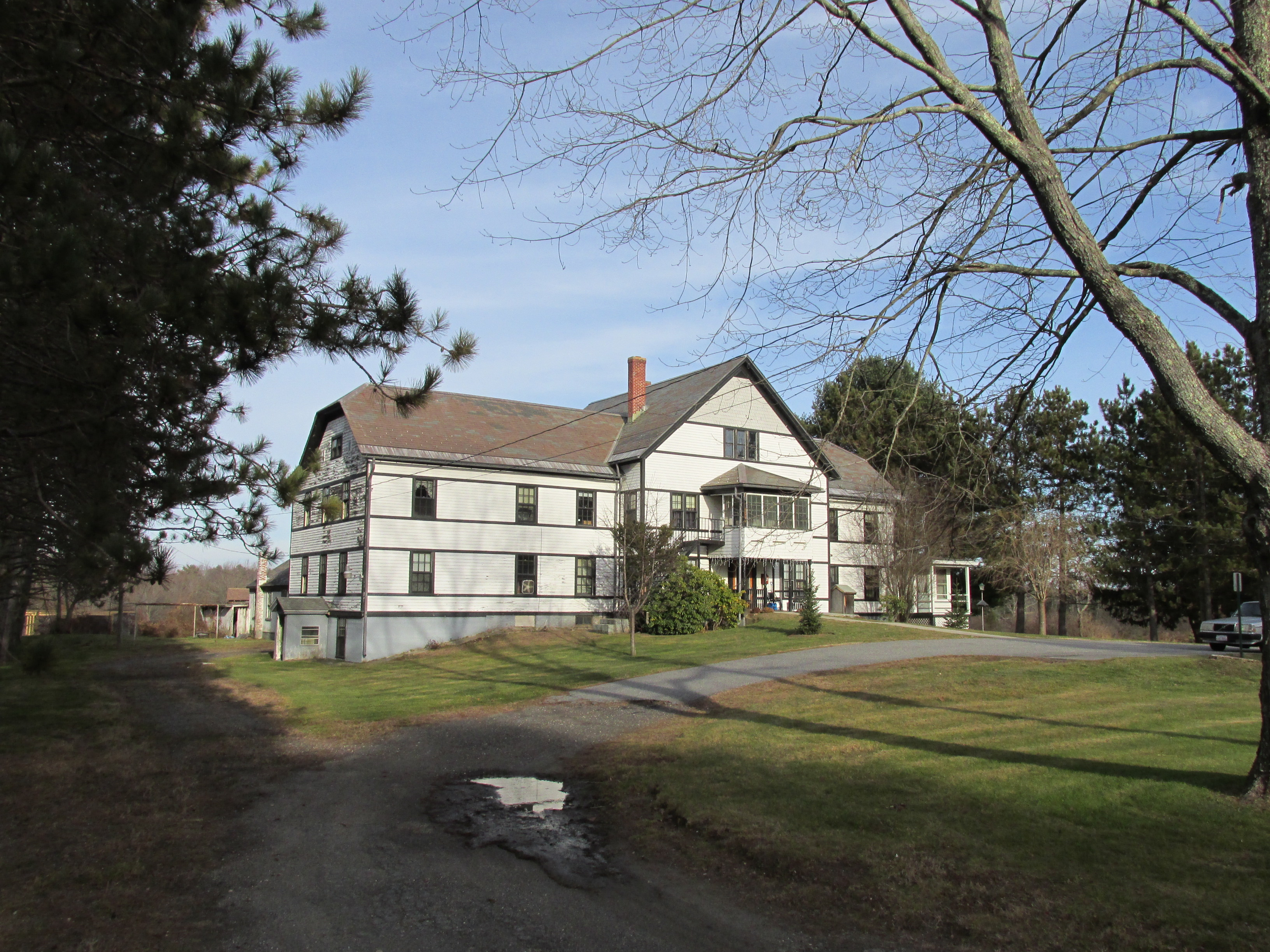
La ferme municipale.
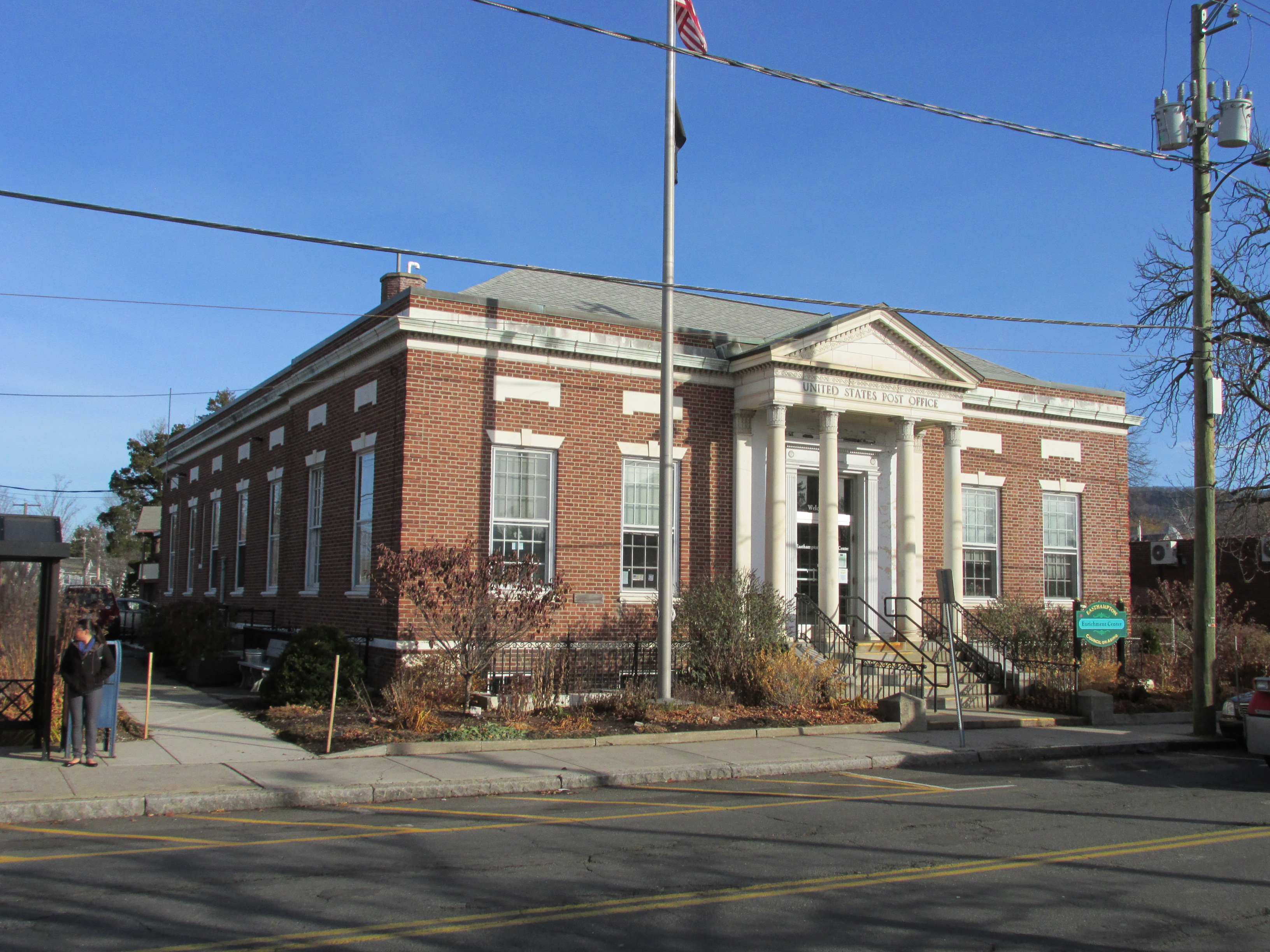
La poste.

## Démographie
Selon l'American Community Survey de 2018, la population d'Easthampton est très majoritairement blanche (à 92 %), davantage que le Massachusetts et le reste des États-Unis. 90,1 % de ses habitants parlent l'anglais à la maison et 9,9 % pratiquent une autre langue (dont 3,3 % l'espagnol).
Sa population est plus âgée que le reste du pays, avec un âge médian de 45 ans contre 38 ans pour les États-Unis. Les moins de 18 ans représentent 15 % de la population (contre 19,6 % dans l'État et 22,3 % dans le pays) et les plus de 65 ans représentent 19,2 % des habitants d'Easthampton (contre 17 % et 16,5 %).
Si le revenu médian par foyer est plus faible à Easthampton (59 604 dollars) qu'au Massachusetts (77 378 dollars) ou aux États-Unis (60 293 dollars), la ville connaît un taux de pauvreté inférieur (9,6 % contre 10 % et 11,8 %). La part d'adultes possédant au moins un baccalauréat universitaire est de 36,3 %, entre le Massachusetts (42,9 %) et le reste du pays (31,5 %).
| Groupe          | Easthampton (2018) | Massachusetts (2019) | États-Unis (2019) |
| --------------- | ------------------ | -------------------- | ----------------- |
| Blancs          | 92,1               | 80,6                 | 76,3              |
| Afro-Américains | 2,3                | 9,0                  | 13,4              |
| Amérindiens     | 0,0                | 0,5                  | 1,3               |
| Asiatiques      | 2,3                | 7,2                  | 5,9               |
| Métis           | 2,7                | 2,6                  | 2,8               |
|                 |                    |                      |                   |
| Hispaniques     | 4,8                | 12,4                 | 18,5              |